# 蒂卡爾 (遊戲)
蒂卡爾(Tikal)，是Wolfgang Kramer、Michael Kiesling在1999年推出的德式桌上遊戲，是採用行動點機制的面具三部曲的首部作品。